# William Arrol
Sir William Arrol (13 de febrer de 1839 - 20 de febrer de 1913) va ser un enginyer civil escocès, constructor de ponts i polític del Liberal Unionist Party.

## Carrera
Fill d'un filador, Arrol va néixer a Houston, Renfrewshire, i va començar a treballar en una molí de cotó amb només 9 anys. Va començar a formar-se com a ferrer als 13 anys, i va aprendre mecànica i hidràulica a l'escola nocturna. El 1863 es va unir a una companyia de fabricants de ponts a Glasgow, però el 1872 havia establert el seu propi negoci, la Dalmarnock Iron Works, a l'extrem est de la ciutat. L'empresa va evolucionar per convertir-se en Sir William Arrol & Co., una gran empresa internacional d'enginyeria civil.
Els projectes realitzats per l'empresa sota el seu lideratge van incloure la substitució del Pont Tay (acabat el 1887), el Pont del Forth (acabat el 1890) i el Pont de la Torre (acabat el 1894). També va ser contractat per la Drassana Harland and Wolff de Belfast, per construir un gran pòrtic (conegut com a Arrol Gantry) per a la construcció de tres nous transanlàntics, un dels quals s'anomenava RMS Titanic.
Arrol va ser nomenat Knight Bachelor, cavaller, el 1890, i escollit com a Membre del Parlament (MP) del partit Unionista Liberal per districte electoral de South Ayrshire a les eleccions generals de 1895, servint a la circumscripció electoral fins a 1906. Va exercir com a president de la Institució d'Enginyers i Constructors Navals a Escòcia del 1895 al 1897. Va passar els últims anys de la seva vida a la seva finca a Seafield House, prop d'Ayr, on va morir el 20 de febrer de 1913. Està enterrat al cementiri de Woodside, a Paisley, al costat nord del camí principal-est oest a la cresta del turó.

## Llegat
El 2013 va ser un dels quatre membres del Scottish Engineering Hall of Fame. La seva imatge també apareix al bitllet de £5 del Clydesdale Bank presentat el 2015.

## Galeria

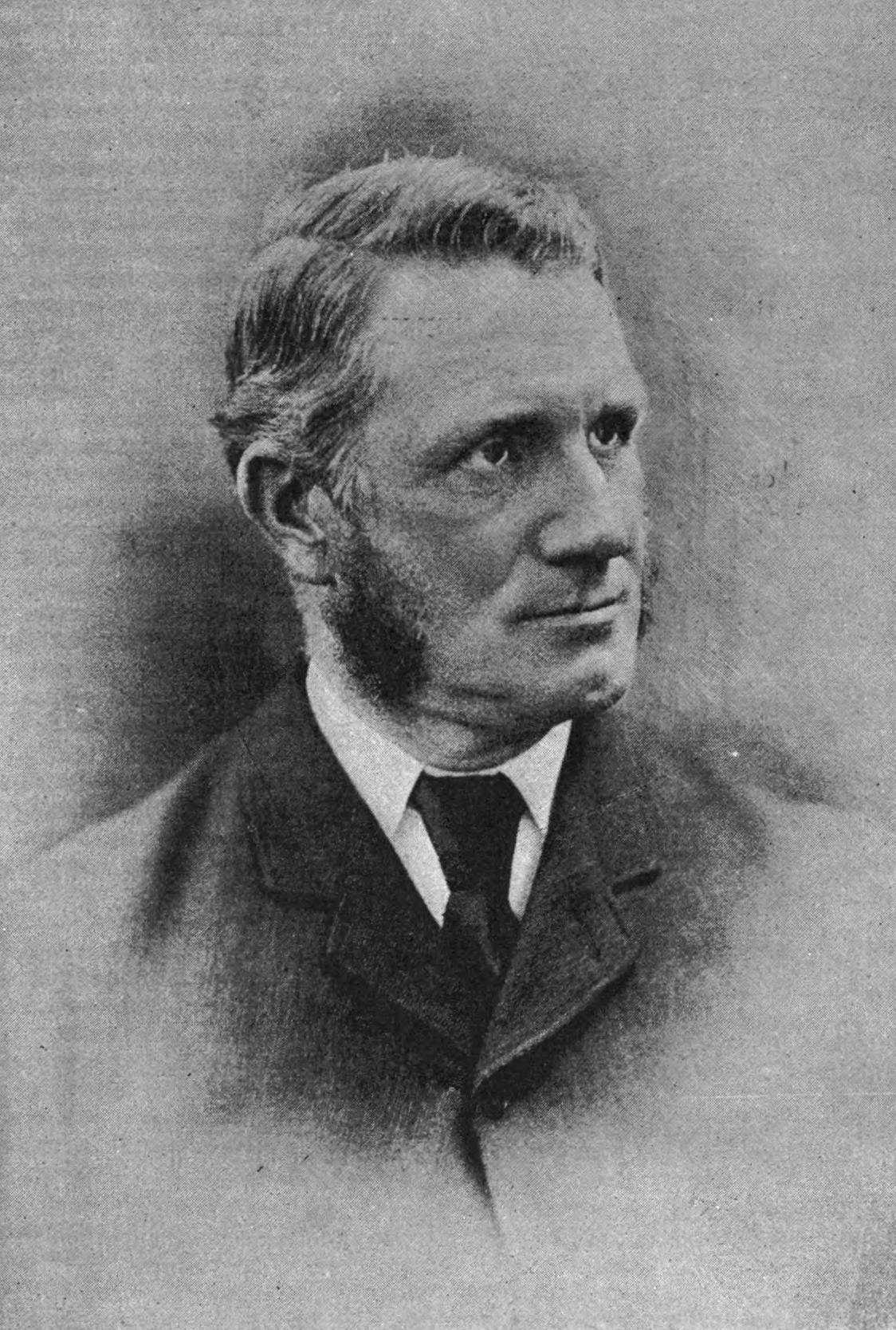
Retrat de William Arrol
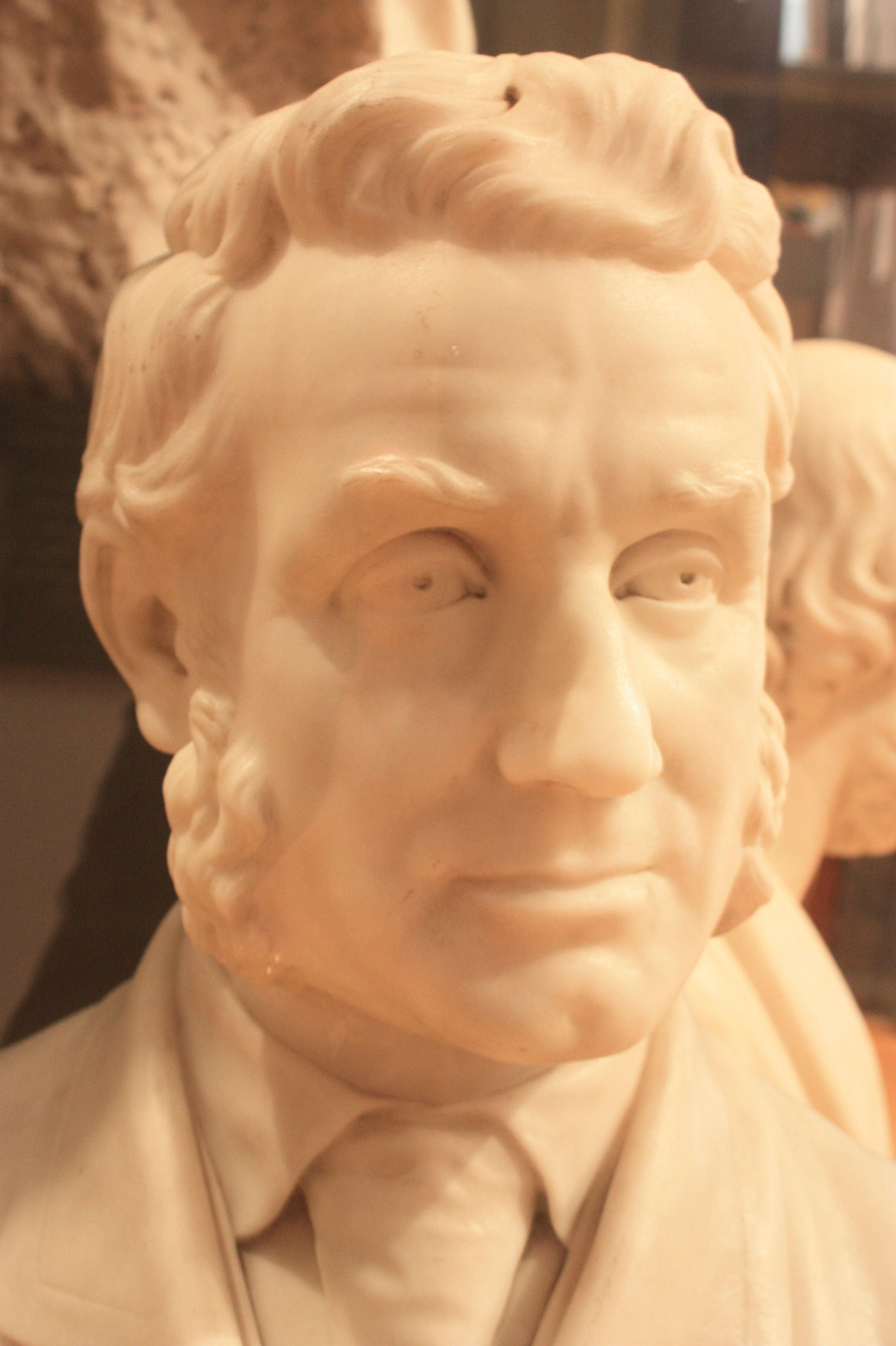
Bust de William Arrol, People's Palace museum, Glasgow
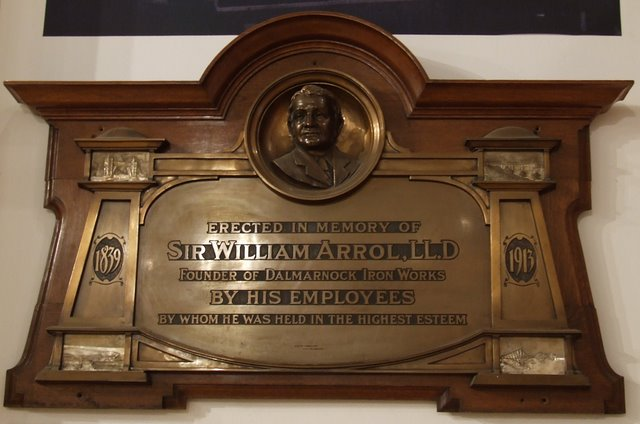
Memorial a Sir William Arrol, ara exposat al People's Palace de Glasgow